# Ricos Campos
Ricos Campos de son vrai nom Eric de-Campos, est un artiste chanteur béninois, né le 24 mars 1971 à Porto-Novo.

## Biographie
Ricos Campos nait le 24 mars 1971 à Porto-Novo. Il s'initie au monde de la musique pour la première fois avec le musicien traditionnel Adolphe Yehouelassi avant d'être découvert par Denagan Janvier Honfo. Il fait sa première maquette avec Les sympathiques, Aziza, Les bombardiers de la capitale, et l'orchestre Odivi de l'ORTB. En février 1998, il crée son propre orchestre « Ariya Musica » avec lequel il réalise son 1er album de 8 titres: « Silence »,,.

## Genre musical
Ricos Campos fait de la musique traditionnelle .

## Discographie
Ricos Campos a à son actif neuf albums dont,,: 
- Silence: 1998
- Gbèmin: 1998
- Ascension: 1990
- Sémadjoukpa: 2010